# Trinlej Rabgje
IX Demo Tulku Trinlej Rabgje (tyb. དེ༌མོ༌སྤྲུལ་སྐུ་འཕྲིན་ལས་རབ༌རྒྱས༌, wylie: de-mo-sprul-sku-'trin-las-rab-rgyas) – tybetański polityk.
Pochodził z rodziny chłopskiej. Był mnichem z klasztoru Tengeling. W roku Ognistego Psa (1886) powołano go na stanowisko regenta w miejsce zmarłego Tacaka Rinpocze. Zajmował je do czasu do czasu intronizacji XIII Dalajlamy w roku Drewnianej Owcy (1895). Nie cieszył się popularnością wśród arystokracji. W roku Ziemnej Świni (1899) został wraz z braćmi oskarżony o zdradę państwa i aresztowany. Zmarł nagłą śmiercią (najprawdopodobniej został uduszony), jesienią 1900.